# Winx Club – A mozifilm: Az elveszett királyság titka
A Winx Club – A mozifilm: Az elveszett királyság titka (eredeti cím: Winx club – Il Segreto Del Regno Perduto, vagy Winx Club: The Secret of the Lost Kingdom) 2007-ben bemutatott egész estés olasz 3D-s számítógépes animációs film, amelyet a Rainbow S.r.l. készített, és a 2004-ben indult Winx Club 2D animációs tévéfilmsorozat 3D animációs mozifilmváltozata.  
Olaszországban 2007 decemberében, Magyarországon 2008. februárjában vetítették le. 

## Cselekmény
|  | Alább a cselekmény részletei következnek! |

Bloom végzős tündér az Alfea tündérképzőben. Barátaival, Stellával, Florával, Musával és Tecnával megalapították a Winxet, amelyhez később Layla is csatlakozott. Bloom az embervilágban nevelkedett, nem tudva arról, hogy tündér, ráadásul hercegnő. A filmben Bloom ismét elkezdi a kutatást igazi szülei után. A Winx egyetlen nyomon elindulva felkeresi Hagent, a kardkovácsot, aki Bloom édesapjának, Oritel királynak kardját is készítette. A mendemonda szerint a legendás kard sosem hagyja el alkotóját, így fennáll a lehetősége, hogy a férfi képes érzékelni a kard jelenlétét, megtalálva így a királyi párt. A Winx azonban nem tud szót váltani Hagennel, mert beriasztották az erőd védelmi rendszerét. A tündérek harcba keverednek Hagen fémrobotjaival, amelynek Faragonda igazgatónő vet véget, és megkéri Hagent, hogy jöjjön velük Alfeába. 
Hagen és Faragonda egy Fény Társaságának nevezett csoportként védték a tündérek világát, amelynek Bloom szülei is tagjai voltak. Hagen elmeséli, hogy az Ősboszorkányokkal küzdöttek, és győzedelmeskedtek rajtuk, azonban Bloom szülei elvesztek a Mágikus Dimenzióban, egy olyan helyen, aminek jelenlétét a kardkovács nem érezheti. Bloom nagyon feldúlt lesz, és rosszkedvét csak kedvese, Sky tudja enyhíteni. Eközben Bloom öt barátnője megkapja varázsdobozkáját, amitől igazi őrtündérré válnak és erejük teljessé válik. Megkezdődik az esti bál, ahova a Specialisták is meg lettek hívva. Bloom párjának azonban sietősen távoznia kell, amit Bloom értetlenül figyel. A lány visszatér a Földre nevelőszüleihez, de nagyon boldogtalan, ezért szülei meglepetéspartit rendeznek a születésnapjára, ahova meghívják a tündérvilági barátait. Bloom elmeséli nekik, hogy álmot látott, amiben szellemiség vált nővére, Daphne reményt öntött Bloom szívébe: a szüleik életben vannak, a Végzet Könyvét kell megtalálnia Dominóban, Bloom szülőföldjén, amit most hó és jég takar. 
A barátok útnak indulnak, Daphne maszkjának segítségével pedig megtalálják a könyvtárat, amiben Lord Bartlebyt, Oritel király írnokát találják szellem képében. Bartleby segít nekik megtalálni a Végzet Könyvét, amely elmeséli Domino történetét. A Winx el is jut addig a pontig, hogy a királyi párt magába ragadta a sötétség, majd kiderül, hogy az Obszidián Körben rekedtek Domino összes alattvalójával egyetemben. A könyv utolsó lapjai üresen állnak, Bartleby pedig elmondja, hogy ez a jövő, és még bizonytalan. Egy jóslatot mesél el, ami hat harcosról szól, kik vakító fényükkel elűzik a sötétséget, egy korona nélküli király pedig kiszabadítja majd Oritel király kardját. A Winx és a Specialisták visszaindulnak Alfeába, eközben a gonosz is mozgolódni kezd.
Oritel király kardja fellángol az Obszidián Körben, az Ősboszorkányok pedig felébrednek. Mandragórát, a rovarok úrnőjét küldik el azzal a feladattal, hogy nyomja el a tűz csíráját. Mandragóra megtámadja Alfeát, s miután visszaverik, tudja meg, hogy Domino második hercegnője még életben van, és csapatot alakított Winx néven. A rovarok úrnője elviszi híreit az Ősboszorkányoknak, akik kieszelik gonosz terveiket, mert pontosan tudják, hogy csak várniuk kell, Bloom itt fogja keresni a szüleit. A Winx elmegy a pixikhez, hogy megmutassák az útat az Obszidián Körhöz. Oldalukon a Specialistákkal, Riven hirtelen megtámadja Sky-t, Mandragora parancsára, aki elkábította a fiút. A csapatot szétválasztják, a tündéreket pedig egyenként felmorzsolják legnagyobb félelmeikkel. Egyedül Bloomot nem éri nagy csapás, őt elcsalogatják a Kör középpontjába, ahol a kard még mindig lángol, édesapja és Domino lakói pedig szobrokként kísértenek a sötétségben. 
Az Ősboszorkányok megmutatkoznak a lány előtt, és csellel döntésre kényszerítik, hogy pusztítsa el Oritel király kardját. Bloom azonban bízik a barátaiban és átlát a furfangosságon, azonban ereje csakhamar elhagyja. Sky megpróbálja kihúzni a kardot Bloom minden tiltakozására, de aléltan alázuhan. Bloom kétségbeesetten látja, hogy barátai nélkül teljesen magára maradt. Ekkor bukkan elő a semmiből Bloom nővére, Daphne, és a Sárkány erejével a boszorkányokra támadnak. Mikor már fölénybe kerülne, Mandragora ragadja meg a tündérlányt, és fojtogatni kezdi. Karján keresztül a három Ősboszorkány egyesült erővel próbálja kiszorítani a lányból a lelket is, mikor fém pendül, és Mandragórát átszúrja egy kard: Oritel király kardja, markolatán Sky erős keze. Bloom újult erővel indít támadást, és elpusztítja az Obszidián Kört, felszabadítva ezzel mindenkit, akit bebörtönzött. A nagy fehérségben Sky bevallja, hogy már régóta el akarta mondani Bloomnak, hogy ő lett Eraklyon új királya.
Nagy ünnepet rendeznek Dominóban, a család és a barátok boldogan egyesülnek, Sky pedig megkéri Bloom kezét. Bartleby jelenik meg utolsóként, aki elmondja, hogy a jóslat beteljesedett, és egy új Fény Társasága óvja a tündérek világát: a Winx. 
A stáblista lepörgésével azonban egy extra információt juttatnak el a készítők a közönségnek: az Obszidián Kör elpusztult, teret engedve ezzel az Ősboszorkányoknak, akik szabadon garázdálkodhatnak, és megtalálják a három ifjonc boszorkányt, Icyt, Stormyt és Darcyt, azaz a Trixet, a Winx riválisát.       
|  | Itt a vége a cselekmény részletezésének! |

## Szereplők
| Szereplő | Eredeti szinkronhang | Magyar Szinkronhang |
| -------- | -------------------- | ------------------- |
| Bloom    | Letizia Ciampa       | Zsigmond Tamara     |
| Stella   | Perla Liberatori     | Kiss Virág          |
| Flora    | Ilaria Latini        | Nyírő Eszter        |
| Musa     | Gemma Donati         | Dögei Éva           |
| Tecna    | Domitilla D’Amico    | Németh Kriszta      |
| Layla    | Laura Lenghi         | Böhm Anita          |
| Sky      | Alessandro Quarta    | Stern Dániel        |
| Brandon  | Massimiliano Alto    | Bódy Gergely        |
| Helia    | Francesco Pezzulli   | Moser Károly        |
| Riven    | Mirko Mazzanti       | Kossuth Gábor       |
| Timmy    | Corrado Conforti     | Molnár Levente      |
| Nabu     | Sasha De Toni        | Bodrogi Attila      |
| Daphne   | Roberta Pellini      | F. Nagy Erika       |

- Faragonda (Dallos Szilvia) – Alfea igazgatónője, tagja volt a Fény Társaságának.
- Hagen –  Tagja volt a Fény Társaságának. Ő kovácsolta a Fény kardját, ami a Winx segítségére lehet.
- Lord Bartleby –  Oritel király írnoka volt, most szellemként őrzi a könyvtárat.
- Mandragóra –  Egy boszorkány, irányítása alá tudja vonni a rovarokat.
- Ősboszorkányok – Belladonna, Lillis, Tharma. A Fény Társaságának ellenségei, egykor sikerült őket visszaverni.

## Zene
| Szám                  | Előadó            |
| --------------------- | ----------------- |
| "You're the One"      | Elisa Rosselli    |
| "Stand Up"            | Elisa Rosselli    |
| "Enchantix"           | Elisa Rosselli    |
| "Only a Girl"         | Elisa Rosselli    |
| "You Made Me a Woman" | Elisa Rosselli    |
| "Fly"                 | Elisa Rosselli    |
| "All The Magic"       | Natalie Imbruglia |